# Magdalena Gintowt Juchniewicz
Magdalena Gintowt-Juchniewicz (ur. 11 sierpnia 1976 w Warszawie) – polska malarka, grafik, poetka, krytyk sztuki.
Studiowała na Wydziale Grafiki Europejskiej Akademii Sztuk w Warszawie, dyplom z wyróżnieniem uzyskała w 2000 w pracowni prof. Ewy Walawskiej. Uprawia grafikę warsztatową w technikach wkłęsłodrukowych takich jak akwaforta, akwatinta, miedzioryt, sucha igła. Z sukcesem opracowuje też własne techniki graficzne. W zakresie malarstwa najchętniej posługuje się akwarelą i akrylem.
Od 1996 związana z niezależnym pismem artystycznym "Enigma". Od 2001 prowadzi pracownię rysunku w Stołecznym Centrum Edukacji Kulturalnej w Warszawie. Od 2002 wykłada wiedzę o sztuce w Państwowym Ognisku Artystycznym "Nowolipki" w Warszawie.

## Udział w wystawach

### Wystawy indywidualne
- Galeria Domu Kultury Zacisze – indywidualna wystawa grafiki, Warszawa (2001)
- Galeria Abakus – grafika, Warszawa (2002)
- Galeria Cafe Genezis – „W sierści” grafika i akwarele, Warszawa (2002)
- Galeria Starej Prochoffni – „po polu po łące” – malarstwo, Warszawa (2003)
- Grafiken von Magda Gintowt – Kulturfabrik „Fuerstenwalde” – indywidualna wystawa grafiki towarzysząca międzynarodowemu plenerowi graficznemu „Cyanotypie”, Fuerstenwalde (2005)
- Galeria Abakus – akwarele, Warszawa, (2007)
- Malarstwo i grafika, Galeria Dworku na Długiej, WARKA (2008)

### Wystawy zbiorowe
- Sienna Brama, Warszawa (1997)
- Galeria Abante, Stokholm (współpraca od 1999)
- Galeria Sztuka – „Pejzaż”, Warszawa (1999)
- Europejska Akademia Sztuk – „Błękit granatu” – wystawa podyplomowa (2000)
- Galeria Bellotto, Warszawa (2001)
- wystawa pokonkursowa, Mediolan (2001)
- wystawa zbiorowa w BWA, Lublin (2001)
- aukcja Wielkiej Orkiestry Świątecznej Pomocy, Lublin (2001)
- III Ogólnopolski Konkurs Graficzny Triennale Tczewskie – wystawa pokonkursowa (2001)
- Galeria EAS – wystawa prac absolwentów Europejskiej Akademii Sztuki, Warszawa (2002)
- IV Międzynarodowe Triennale Grafiki w Egipcie (2003)
- wystawa poplenerowa Międzynarodowego Pleneru Malarskiego w Sulęcinie (2004)
- wystawa poplenerowa POA „Nowolipki” – prace z pleneru w Gawrych Ruda, Biblioteka Uniwersytetu Warszawskiego( 2004)
- wystawa "warsztaty końskie" towarzysząca Zawodom Jeździeckim, Zakrzów (2005)
- wystawa poplenerowa Międzynarodowego Pleneru Graficznego w Fuerstenwalde (Niemcy), promującego dawną, zapomnianą monochromatyczną technikę fotograficzną – cyjanotypię (2005)
- Wielka Aukcja Sztuki pod patronatem rektora ASP w Warszawie prof. Ksawerego Piwockiego Sesja II, III i IV, 1-3 grudnia: Wystawa Przedaukcyjna, 20-30 listopada Galeria Aspekt ASP, Warszawa oraz wystawy poaukcyjne w siedzibie firmy Art&Design, (2006)
- Międzynarodowa wystawa akwareli organizowana przez World Watercolor Painting Federation w galerii Sejong Cultural Center, Seul (wrzesień 2006)
- Wielka Aukcja Sztuki pod patronatem rektora ASP w Warszawie prof. Ksawerego Piwockiego Sesja II, III i IV, 1-3 grudnia 2006
- Wystawa Przedaukcyjna, 20-30 listopada Galeria Aspekt ASP, Warszawa wystawy poaukcyjne w siedzibie firmy Art&Design, grudzień 2006
- 2 Aukcja: ziarno SZTUKI – ogród NADZIEI Fundacja Psychoonkologii Ogród Nadziei 30 listopada – 5 grudnia 2007 – Wystawa przedaukcyjna Muzeum Królikarnia, Warszawa
- projekt Kunstbrücke2, Berlin 2008
- Aukcja Charytatywna Kongresu MBA "Człowiek nie jest sam", Kraków, maj 2009
- "Witek i Franek" – wystawa prac wspólnie z dziećmi, Galeria Brzozowa, Warszawa 2012
- IV Festiwal Sztuki Jeździeckiej – Centrum Olimpijskie, Warszawa, 2 kwietnia 2017

## Publikacje
- Galeria grafik i akwareli w tomiku poezji Ernesta Brylla "Na dom pada cieniutki blask" World Poetry Day, Warsaw 2005, Wydawn. Książkowe IBiS
- "Lubię słuchać jak grają"  -  sylwetka artystki w kontekście twórczości powiązanej z tematem koni - rozdział w książce Piotra Wydawnictwo Rosa PP, 2018

## Galeria wybranych prac

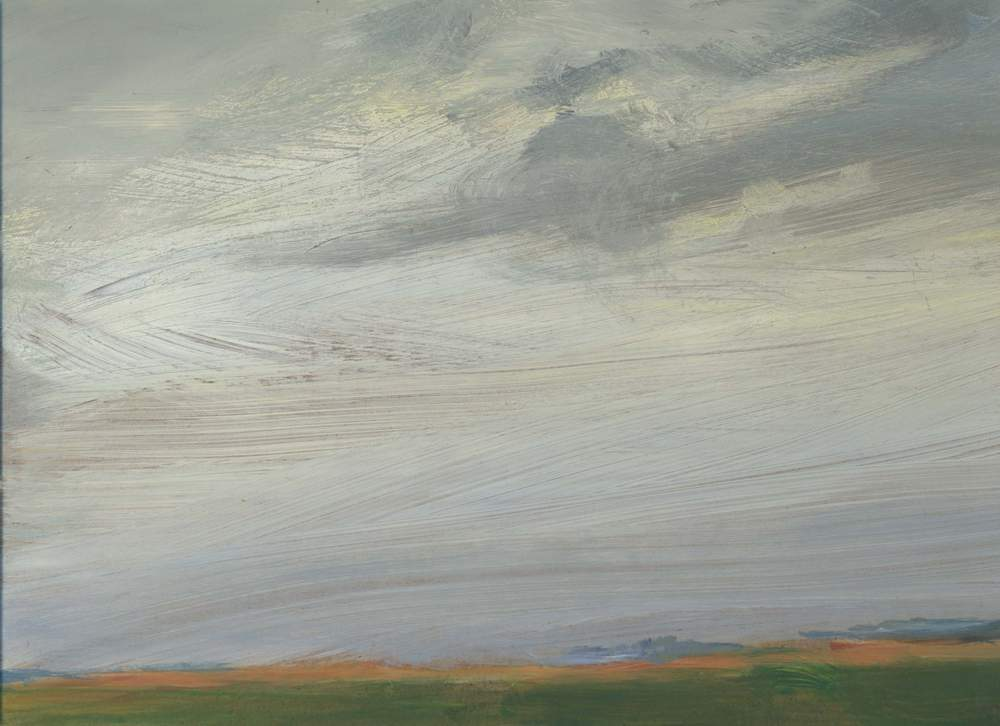
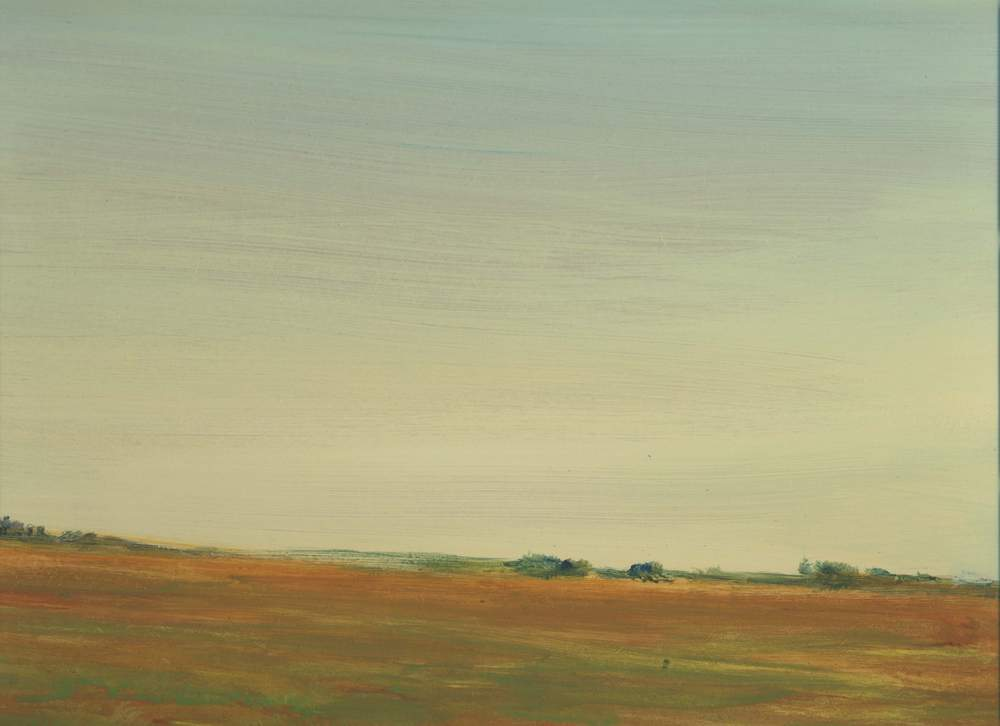
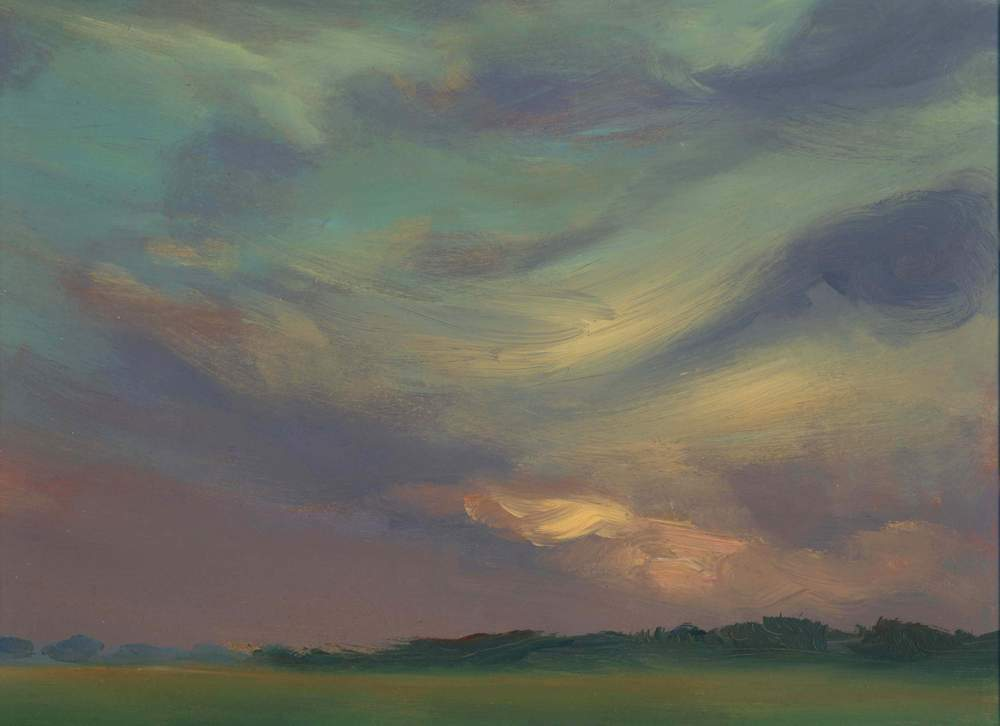
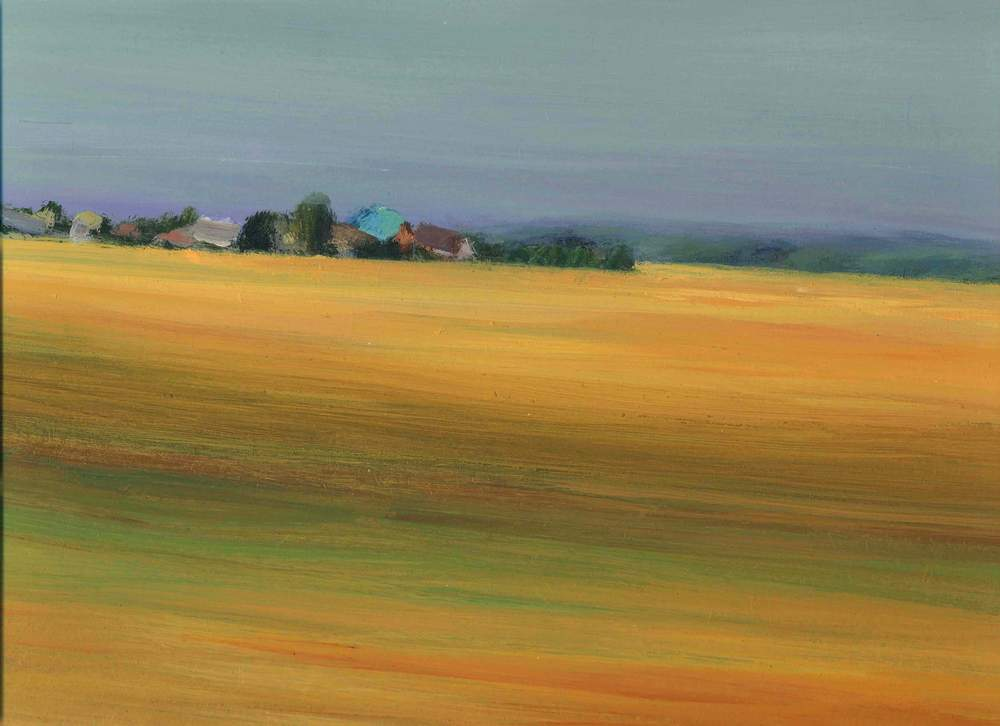
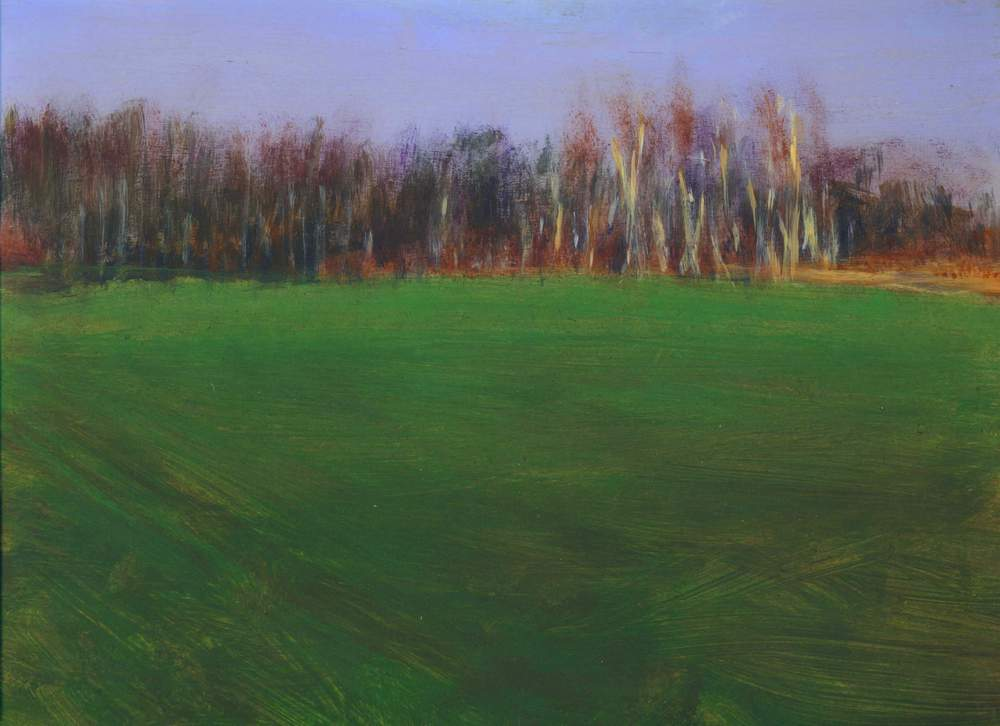
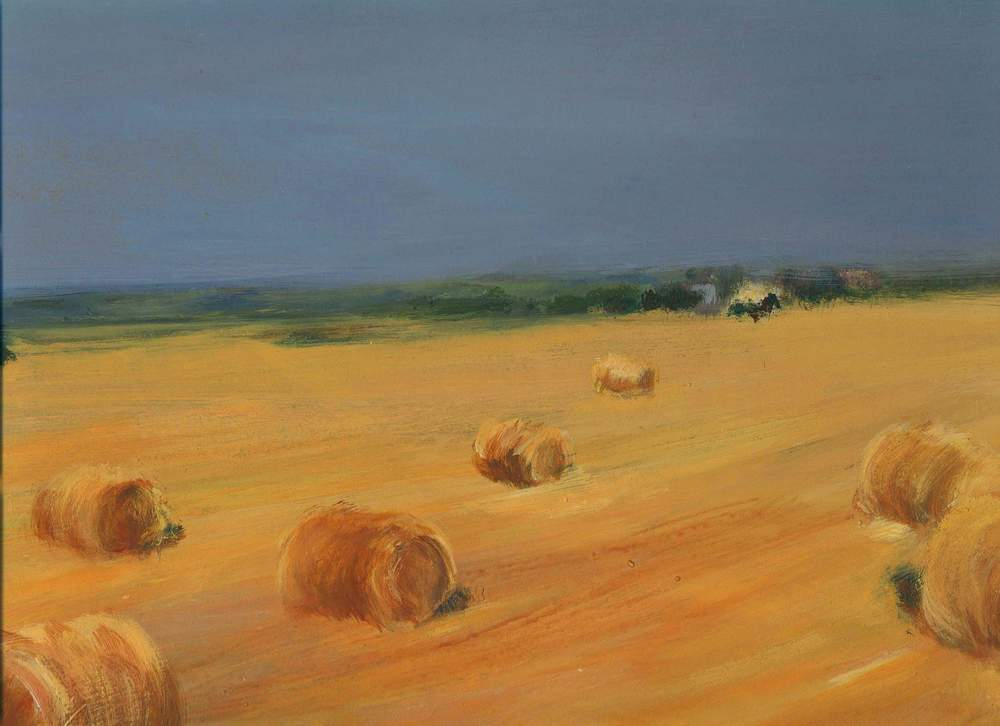